# Riseberga landskommun
Riseberga landskommun var en tidigare kommun i dåvarande Kristianstads län.

## Administrativ historik
När 1862 års kommunalförordningar började gälla inrättades i Riseberga socken i Norra Åsbo härad i Skåne denna kommun. 
Vid kommunreformen 1952 bildade den storkommun genom sammanläggning med den tidigare landskommunen Färingtofta.
I kommunen inrättades 21 december 1934 Ljungbyheds municipalsamhälle som upplöstes 31 december 1962.
År 1974 gick hela området upp i Klippans kommun.
Kommunkoden 1952-1970 var 1135.

### Kyrklig tillhörighet
I kyrkligt hänseende tillhörde kommunen Riseberga församling. Den 1 januari 1952 tillkom Färingtofta församling.

## Geografi
Riseberga landskommun omfattade den 1 januari 1952 en areal av 205,54 km², varav 200,96 km² land.

### Tätorter i kommunen 1960
I Riseberga landskommun fanns tätorten Ljungbyhed, som hade 2 289 invånare den 1 november 1960. Tätortsgraden i kommunen var då 45,0 procent.

## Politik

### Mandatfördelning i valen 1938-1970
| 11 | 6 |  | 7 |

| 24 |

| 12 | 6 |  | 6 |

| 25 |

| 12 | 6 | 2 | 5 |

| 24 |

| 15 | 10 | 4 | 6 |

| 32 |

| 15 | 8 | 4 | 8 |

| 32 |

| 13 | 10 | 2 | 10 |

| 31 |

| 14 | 9 | 4 | 8 |

| 31 |

| 13 | 10 | 4 | 8 |

| 35 |

| 13 | 11 | 5 | 6 |

| 29 | 6 |